# Pseudogarypinus
Genre
Pseudogarypinus est un genre de pseudoscorpions de la famille des Garypinidae.

## Distribution
Les espèces de ce genre se rencontrent aux États-Unis et au Costa Rica.

## Liste des espèces
Selon Pseudoscorpions of the World (version 3.0) :
- Pseudogarypinus cooperi Muchmore, 1980
- Pseudogarypinus costaricensis Beier, 1931
- Pseudogarypinus frontalis (Banks, 1909)
- Pseudogarypinus giganteus Hoff, 1961

## Publication originale
- Beier, 1931 : Neue Pseudoscorpione der U. O. Neobisiinea. Mitteilung aus dem Zoologischen Museum in Berlin, vol. 17, p. 299-318.